# USS Hoel (DD-533)
Pour les autres navires du même nom, voir USS Hoel.
L'USS Hoel (DD-533) est un destroyer de classe Fletcher en service dans la Marine des États-Unis pendant la Seconde Guerre mondiale. Il est nommé en l'honneur du lieutenant commander William R. Hoel, officier pendant la guerre civile américaine.

## Construction
Sa quille est posée le 4 juin 1942 au chantier naval Bethlehem Steel de San Francisco, en Californie. Il est lancé le 19 décembre 1942 ; parrainée par Mme Charles Bunker Crane, Jr., petite-fille du lieutenant Hoel. Le navire est mis en service le 29 juillet 1943 sous le commandement du commander William Dow Thomas.

## Historique
Le Hoel quitte la baie de San Francisco le 16 août 1943 pour s'entraîner dans les zones d'opération de San Diego. Au cours de cet entraînement, il effectue sept lâchés de grenades sous-marines sur un contact sonore sous-marin, sans résultat. Après être retourné au chantier naval de Mare Island ( Mare Island Naval Shipyard) le 17 septembre 1943 pour les dernières modifications, il a quitté San Francisco le 26 octobre 1943 pour faire partie de l'écran de protection d'un convoi qui a atteint Pearl Harbor le 31 octobre 1943, où le Hoel s'est présenté au capitaine Albert George (A. G.) Cook, commandant du 47e escadron de destroyers (Destroyer Squadron 47 - DesRon 47), qui lui a alors transféré son pavillon du USS Heermann (DD-532).
La 5e Flotte (Fifth Fleet - 5th Fleet), qui se prépare alors à prendre les îles Gilbert dans le cadre de l'opération Galvanic, affecte le Hoel à la Task Force 52 (TF 52) de la force d'attaque nord du contre-amiral (Rear Admiral) Kelly Turner. Il rejoint les destroyers Morris, Franks, Hughes et le dragueur de mines Revenge pour garder le groupe de soutien aérien 52.3 (Air Support Group 52.3) composé des porte-avions d'escorte Liscome Bay, Coral Sea, et  Corregidor.
le Hoel quitta Pearl Harbor avec son groupe le 10 novembre 1943 et garda ses "baby flattops" pendant que leurs avions pilonnaient Makin lors d'une attaque de pré-invasion à l'aube du 20 novembre 1943. Au cours des trois jours suivants, les bombardiers-torpilleurs et les chasseurs du groupe de soutien aérien 52.3 ont soutenu la 27e division d'infanterie du major général Ralph C. Smith dans ses efforts pour prendre Makin. Des milliers de bombes et d'innombrables obus tirés par les canons de ces appareils détruisirent les concentrations de troupes japonaises, les emplacements de canons et les installations côtières de l'île. Avant l'aube du 24 novembre 1943, une torpille tirée par le sous-marin japonais I-175 frappa le Liscome Bay au milieu du navire et les guetteurs sur la queue du Coral Sea aperçurent le sillage d'une seconde torpille qui manqua de peu leur navire. Les hommes à bord du Hoel ont vu de la fumée et des flammes s'élever à au moins 300 mètres lorsque la torpille a percuté le Liscome Bay et fait exploser son chargeur de bombes. Le contre-amiral Henry M. Mullinnix, commandant du groupe de soutien aérien, le capitaine Irving D. Wiltsie et 642 officiers et soldats périrent avec le porte-avions qui coula quelque 23 minutes plus tard après avoir craché de la fumée, des flammes et des morceaux d'avions rougeoyants à des kilomètres à la ronde. Les destroyers du groupe ont sauvé 272 survivants. Au crépuscule du jour suivant, le 25 novembre 1943, des avions japonais repèrent la force opérationnelle du contre-amiral Turner à quelques kilomètres de l'île de Butaritari et lâchent des fusées éclairantes flottantes et parachutées de chaque côté de ses navires pour les désigner comme cibles aux 13 bombardiers-torpilleurs qui s'apprêtent à les attaquer en piqué. Une canonnade énergique et des virages radicaux simultanés bien synchronisés permettent cependant aux navires américains de s'échapper sans subir un seul coup.
Lorsque les porte-avions d'escorte quittèrent la zone dans la nuit du 27 novembre 1943, le Hoel rejoignit l'écran protégeant le groupe Abemama I qui déchargeait sur l'île d'Abemama. Le lendemain matin, le Hoel rejoint la task force du contre-amiral Turner et arrive au large de Tarawa le 1er décembre 1943 pour une patrouille anti-sous-marine à 8 km de l'entrée du lagon. Deux jours plus tard, il rejoint l'escorte du cuirassé USS Tennessee (BB-43) et d'un groupe de transports en partance pour Pearl Harbor où ils arrivent le 11 décembre 1943. Le capitaine A. G. Cook, commandant du 47e escadron de destroyers (Destroyer Squadron 47), transfère son pavillon du Hoel au destroyer USS McCord (DD-534) le 14 décembre 1943.
Le Hoel, avec les unités de la Flotte de la 5e force amphibie (5th Amphibious Force), commence un entraînement intensif en vue de l'invasion des îles Marshall. Il quitte Pearl Harbor le 21 janvier 1944 avec l'écran de transport de la Force de Réserve d  Task Group 51.1 (TG 51.1) qui navigue à l'est de Kwajalein pendant que la Joint Expeditionary Force du contre-amiral Turner débarque sur cet atoll le 31 janvier 1944. Le Hoel escorte les transports du groupe dans le lagon de Kwajalein le 2 février 1944, et le jour suivant, il prend position en tant que patrouilleur radar au sud de Kwajalein où il est appelé à soutenir les tirs d'artillerie. Le 6 février 1944, il accompagne le destroyer USS Miller (DD-535) lors d'une tournée d'inspection dans la région de Roi-Namur pour l'amiral Chester Nimitz.
Lorsque les Task Forces 51 et 53 sont dissoutes et que leurs navires reviennent à la Task Force 51, le Hoel est affecté à la section 3 d'appui-feu de la Task Unit 51.17.3 (TU 51.17.3) du groupe expéditionnaire d'Eniwetok. Au petit matin du 17 février 1944, le Hoel rentre dans le lagon d'Eniwetok avec le croiseur lourd USS Portland (CA-33) pour bombarder les îles Parry et Japtan. Le Hoel récupère plusieurs aviateurs d'un avion éclaireur naufragé du croiseur USS Indianapolis (CA-35) et les ramène à leur navire. Cet après-midi-là, les canons du Hoel détruisent plusieurs petites embarcations sur la plage de l'île Parry et tirent sur des casemates et des concentrations de troupes à l'intérieur des terres. Le navire s'est ensuite ancré en position d'attente pendant que le reste de la force bombardait les deux îles. Le lendemain, le Hoel fournit à son tour des tirs de harcèlement et, la nuit, illumine les plages et le récif pour empêcher les mouvements de troupes ennemies. Juste avant le lever du jour, le 19 février 1944, il prend position au large d'Eniwetok pour assurer l'appui-feu rapproché des premiers débarquements. Après avoir été relevé par le  destroyer USS Phelps (DD-360) le 21 février 1944, le Hoel se dirigea vers une position au large de l'entrée profonde du lagon d'Eniwetok pour effectuer des patrouilles qui se poursuivirent jusqu'au 26 février 1944, date à laquelle il embarqua une équipe de directeurs de chasse du destroyer Hazelwood et assuma les fonctions de directeur de chasse de réserve pour la zone d'Eniwetok. Le 4 mars 1944, deux jours plus tard, après la fin de la phase d'attaque et d'occupation d'Eniwetok, l'équipe de chasseurs-directeurs est transférée sur le transport de troupes d'attaque USS Cambria (APA-36), ce qui permet au Hoel de partir pour Majuro afin d'y être réparé. 
Le Hoel est basé dans le Pacifique Sud à partir de mars 1944. Il effectue des tâches d'escorte de convois, de patrouilles anti-sous-marines et sert avec les porte-avions d'escortes des 3e et 7e flottes. Il participa également à l'invasion de Peleliu en septembre 1944.

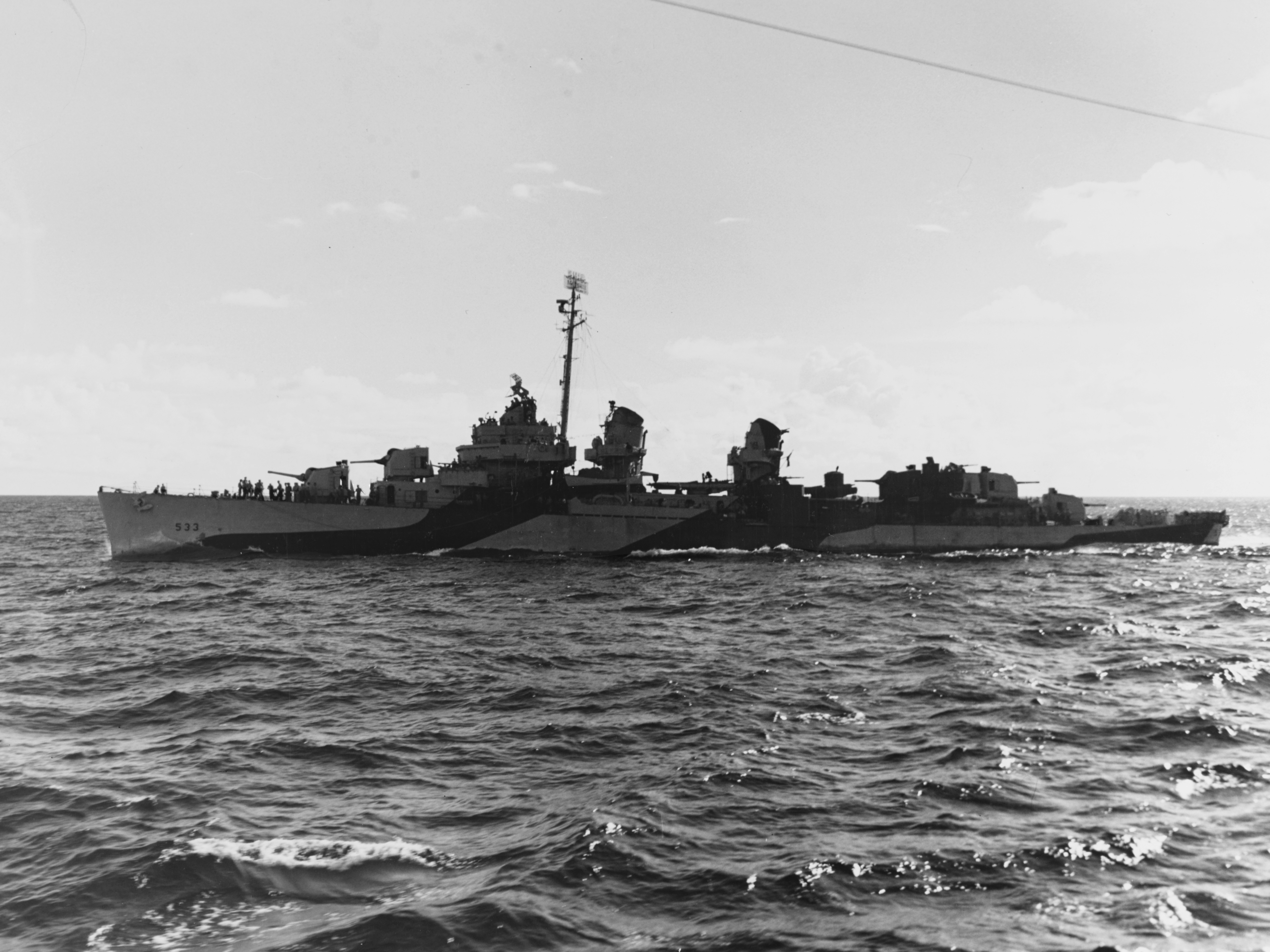
Le Hoel lors d'une opération dans le Pacifique Sud le 10 août 1944. Il arbore le camouflage Measure 32 (photo prise de l'USS Kwajalein).

Le Hoel continua d'opérer avec des bâtiments d'escorte lors de l'invasion de Leyte en octobre 1944. Lorsque la marine japonaise contre-attaqua pour organiser la bataille décisive du golfe de Leyte, il opéra au nord de Leyte. Une puissante force ennemie de surface rencontra son groupe opérationnel à l'est de Samar au matin du 25 octobre. Le groupe TU 77.4.3 du contre-amiral Clifton Sprague se composait de 6 porte-avions d'escorte, 3 destroyers et 4 destroyers d'escorte. Le groupe attaqua la force japonaise afin de couvrir la retraite des porte-avions, les destroyers tendant un rideau de fumée. Au cours de l'affrontement, le Hoel est coulé par les navires de guerre japonais au large de Samar à la position géographique 11° 46′ N, 126° 33′ E. 253 membres de son équipage ont été tués et seulement 88 ont été sauvés par les USS LCI 74 / 337 / 340 / 341 et les PC-623 / 1119. Tous ont été blessés, parmi lesquels le commandant, le commander Kintberger et le commander Thomas, commandant de la 93e division de destroyers qui était également à bord.
Bien que le Hoel ait sombré dans cette bataille au large de Samar avec la perte de près des trois quarts de son équipage, son sacrifice a permis de sauver la quasi-totalité des porte-avions d'escorte et de détourner les Japonais de leur mission d'attaque de la force d'invasion de Leyte.

## Décorations
En plus de la Presidential Unit Citation, le Hoel a reçu la Philippine Republic Presidential Unit Citation et cinq battle stars pour son service pendant la Seconde Guerre mondiale.